# Hollywood Monsters
Hollywood Monsters es un videojuego de aventura gráfica de corte clásico (point and click) creada en España por Péndulo Studios, y editada en 1997 por Dinamic Multimedia. Al quebrar ésta se reeditó posteriormente de la mano de FX Interactive corrigiendo algunos bugs y haciéndola compatible con Windows XP. El grupo español La Unión colaboró interpretando la canción principal de la banda sonora del videojuego.
En 2011, Péndulo Studios y FX Interactive lanzaron Hollywood Monsters 2, una secuela indirecta que es conocida en los mercados internacionales bajo el nombre de The Next BIG Thing.

## Sinopsis
La misteriosa desaparición durante una fiesta de su compañera periodista Sue Bergman y del monstruo de Frankenstein llevará a Ron Ashman a investigar lo ocurrido y a descubrir que todo gira en torno a una extraña conspiración que puede poner en peligro a los monstruos de las películas clásicas de terror.

## Personajes controlados por el jugador
Sue Bergman
Ron Ashman

## Argumento
Sue Bergman, periodista de The Quill, acude a la fiesta Hollywood Monsters donde se otorgan los premios a los mejores actores en el género de terror. Durante la fiesta, y después de hablar con algunas personas, consigue encontrar a Frankenstein en las bodegas de la mansión. Éste le cuenta que ha visto algo sospechoso en la fiesta y, justo en ese momento, se apagan las luces y ambos desaparecen. 
Ron Ashman, compañero del periódico, va al día siguiente a investigar a la fiesta sobre lo ocurrido. Tras hablar con El Dr. Mosca, El Hombre Invisible, Quasimodo y algunos invitados más, descubre que han secuestrado a Sue y que han despedazado a Frankenstein poniendo cada trozo de su cuerpo en los trofeos de la ceremonia, que se otorgaron a la Momia, el Hombre Lobo y Drácula. 
A partir de aquí decide ponerse en marcha y buscar los trofeos para recomponer a Frankenstein y ver si éste puede ayudarle a encontrar a Sue y se embarca en una aventura a través de diferentes lugares del mundo entre los que se encuentran:

### Suiza
El lugar en el que habita Frankenstein y donde Ron se encontrará con Igor, un amable anciano invidente y una niña bastante odiosa. Es un lugar importante, puesto que aquí se encuentra el laboratorio de Frankenstein donde se le puede devolver a la vida.

### Escocia
En el Lago Ness Ron encontrará a un pariente del clan de los McDundee y se hará pasar por un miembro de su familia para conseguir una importante receta familiar.

### Los Ángeles
Lugar en el que se encuentran los Estudios MKO y donde Ron encontrará a Otto Hannover, anfitrión de la fiesta en la que desaparece Sue.

### Transilvania
En un castillo habita el Conde Drácula, un actor que en su momento estuvo en lo más alto pero que ahora se queja de que nadie le llama para protagonizar películas (algo que él achaca a su aumento de peso). Para conseguir el trofeo ron deberá ayudar al Conde con su problema de sobrepeso.
Además de encontrarse con un par de vampiresas más, Ron también se encuentra con un misterioso hombrecillo que dice querer vengarse del malvado Drácula por quitarle a su novia.

### Australia
En una antigua mina abandonada es el lugar en el que vive El Hombre Lobo, un popular actor que levanta pasiones allá por donde va. Para conseguir el trofeo, Ron deberá ayudar al Hombre Lobo dándole una antigua película que él llevaba tiempo buscando.
Además de encontrarse con un par de girl scouts que están locas de amor por El Hombre Lobo, también encontrará al hermano gemelo del hombrecillo de Transilvania.

### Egipto
En una majestuosa pirámide reside La Momia. Ron tendrá que hacerle un favor personal a La Momia, que tiene problemas en su matrimonio, para conseguir el trofeo.
Además de encontrarse con un elegante tigre y con un par de vendedores en el mercado, Ron tendrá que sortear un complicado laberinto en el que encontrará al tercero de los hermanos misteriosos.
Una vez encontrados todos los pedazos de Frankenstein Ron viajará de nuevo a Los Ángeles, lugar en el que se encuentra secuestrada Sue y, con su ayuda, ambos intentarán acabar con la conspiración en contra de los monstruos de Hollywood.